# ادگار سلوین
ادگار سلوین (انگلیسی: Edgar Selwyn؛ ۲۰ اکتبر ۱۸۷۵ – ۱۳ فوریهٔ ۱۹۴۴) یک کارگردان، نویسنده و تهیه‌کننده اهل ایالات متحده آمریکا بود. وی بین سال‌های ۱۸۹۹ تا ۱۹۴۲ میلادی فعالیت می‌کرد.

## فیلم‌شناسی
- عرب
- گناه مادلن کلوده
- رولینگ استونز
- بربرها
- عرب